# Kowloon City District
Kowloon City District (chinesisch 九龍城區 / 九龙城区, Pinyin Jiǔlóngchéng Qū, Jyutping Gau2lung4sing4 Keoi1 – „Bezirk Kowloon City“) ist ein Verwaltungsgebiet Hongkongs in Kowloon gegenüber von Hong Kong Island. Es umfasst die eigentliche Kowloon City und weitere umliegende Stadtteile von Hongkong.
Auf dem Gebiet befanden sich die nicht mehr existente Kowloon Walled City sowie der ehemalige Flughafen Kai Tak, die jeweils in einen Park beziehungsweise neues Bauland umgesetzt wurden. Der Distrikt erstreckt sich heute von der City University of Hong Kong im äußersten Nordwesten über die eigentliche Kowloon City, die Stadtteile To Kwa Wan und Hung Hom bis zum Bahnhof Hung Hom.

## District Council
Der Kowloon City District Council ist der „Distriktrat“ – ein Verwaltungsorgan unterhalb des Home Affairs Bureau („Büro für Inneres“) von Hongkong – für den Kowloon City District und setzt sich aus 25 Abgeordneten zusammen. Jeder Abgeordnete wird in einem der 25 Wahlkreise gewählt. Die Verteilung der Wahlkreisabgeordneten auf die derzeit im District Council vertretenen Parteien wird in folgender Tabelle dargestellt (Abgeordnete von ehemals im District Council vertretenen Parteien bleiben unerwähnt):
|  | Democratic | 2 | 4 | 7 | 2 | 1 | 2 | 10 | 10/25 |
|  | parteilos  | 4 | 4 | 5 | 8 | 9 | 8 | 7  | 6/25  |
|  | DAB        | 2 | 3 | 2 | 6 | 7 | 8 | 4  | 4/25  |
|  | BPA        | – | – | – | – | – | 5 | 3  | 3/25  |
|  | Liberal    | 2 | 4 | 3 | 2 | 1 | 1 | 1  | 1/25  |
|  | SK         | – | – | – | – | – | – | 0  | 1/25  |

| Derzeitige Parteizugehörigkeit der Wahlkreisabgeordneten | Sitzverteilung im Kowloon City District Council derzeitInsgesamt 25 Sitze - SK: 1 - Democratic: 10 - parteilos (Pro-Demokratie): 4 - Liberal: 1 - BPA: 3 - DAB: 4 - parteilos (Pro-Peking): 2 |

### Besonderes
Seit der Übergabe Hongkongs an die Volksrepublik China hatte das Pro-Peking-Lager stets eine deutliche Mehrheit gegenüber dem Pro-Demokratie-Lager im Kowloon City District Council. Bei den Kommunalwahlen in Hongkong 2019, wo das Pro-Demokratie-Lager einen Erdrutsch-Sieg erzielen konnte, wurde auch im Kowloon City District Council das Pro-Demokratie-Lager stärker als das Pro-Peking-Lager. Dennoch erreichte das Pro-Peking-Lager hier im Vergleich zu anderen Distrikten ein relativ gutes Ergebnis, da der Kowloon City District eine Hochburg für das Pro-Peking-Lager ist.
Seit den Kommunalwahlen in Hongkong 1999 gehört die prominente Politikerin Starry Lee, welche seit 2015 Vorsitzende der Democratic Alliance for the Betterment and Progress of Hong Kong ist, dem Kowloon City District an. Bei den Kommunalwahlen in Hongkong 2019 konnte sie ihren Sitz knapp gegen den ebenfalls prominenten pro-demokratischen Leung Kwok-hung von der League of Social Democrats verteidigen.